# Mycoalvimia theobromicola
Mycoalvimia theobromicola är en svampart som beskrevs av Singer 1981. Mycoalvimia theobromicola ingår i släktet Mycoalvimia och familjen Tricholomataceae.   Inga underarter finns listade i Catalogue of Life.